# The Priests (album)
The Priests – debiutancki album katolickiego zespołu muzycznego The Priests. Album osiągnął światowy sukces komercyjny, umiejscawiając się w pierwszej dziesiątce w wielu krajach. Ustanowił również rekord jako "najszybciej sprzedający się brytyjski debiut za klasyczny występ".
W Polsce nagrania uzyskały status złotej płyty.

## Lista utworów
| #                | Tytuł                                           | Kompozytor          | Czas |
| ---------------- | ----------------------------------------------- | ------------------- | ---- |
| 1                | "Ave Maria"                                     | Franz Schubert      | 4:35 |
| 2                | "Mit Wurd und Hoheit Angetan (z Die Schopfung)" | Joseph Haydn        | 3:54 |
| 3                | "Panis Angelicus"                               | César Franck        | 3:31 |
| 4                | "Irish Blessing"                                | Bob Chilcott        | 2:57 |
| 5                | "Benedictus"                                    | Robat Arwyn         | 3:27 |
| 6                | "Plegaria"                                      | F.M. Alvarez        | 3:54 |
| 7                | "Pie Jesu"                                      | Andrew Lloyd-Webber | 3:13 |
| 8                | "Hacia Belen"                                   | Tradycyjna          | 2:44 |
| 9                | "Abide With Me"                                 | William Henry Monk  | 3:30 |
| 10               | "Ag Criost An Siol"                             | Sean O'Riada        | 3:38 |
| 11               | "Domine Fili Unigente (z Gloria)"               | Antonio Vivaldi     | 2:26 |
| 12               | "O Holy Night"                                  | Adolphe Adam        | 3:31 |
| 13               | "Ecce Sacerdos"                                 | Edward Elgar        | 2:58 |
| 14               | "Be Still My Soul"                              | Jean Sibelius       | 2:41 |
| Ścieżka bonusowa |                                                 |                     |      |
| 15               | "A Losa Behain"                                 | Sean O'Riada        | 2:11 |

## Rankingi
| Ranking (2008–2009)           | Miejsce |
| ----------------------------- | ------- |
| Australian ARIA Albums Chart  | 6       |
| Belgian Ultratop 50           | 7       |
| Dutch Top 40                  | 2       |
| Finland Albums Chart          | 2       |
| Irish Albums Chart            | 1       |
| French SNEP Albums Chart      | 35      |
| New Zealand RIANZ Album Chart | 2       |
| Norwegian Albums Chart        | 1       |
| Spanish Albums Chart          | 7       |
| Swedish Albums Chart          | 3       |
| Swiss Albums Chart            | 48      |
| UK Albums Chart               | 5       |
| United States Billboard 200   | 66      |